# Кейптаун
Кейпта́ун, також знаний як Капстад (англ. Cape Town, афр. Kaapstad [ˈkɑːpstat], коса iKapa [íkáːpa]) — друге за чисельністю населення місто Південно-Африканської Республіки.
Розташоване на південному заході країни в бухті Столова, недалеко від Мису Доброї Надії. Столиця Західнокапської провінції, законодавча столиця ПАР. Входить у міський муніципалітет місто Кейптаун (англ. City of Саре Town). У Кейптауні розташовані парламент ПАР і багато урядових установ. Місто відоме своєю гаванню і близькістю до таких визначних пам'яток, як Столова гора і Кейп-Поїнт. Кейптаун часто називають одним із найкрасивіших міст світу; це найвідвідуваніше туристами місто країни. За результатами опитування, проведеного журналом Forbes серед фахівців у 2010 році, Кейптаун потрапив до дванадцятки найкрасивіших міст світу.
Кейптаун розвивався як перевантажувальний пункт для голландських кораблів по дорозі з Європи до Східної Африки, Індії та інших частин Азії, відіграючи провідну роль у логістиці більш ніж протягом 200 років, до відкриття Суецького каналу 1869 року. Кейптаун заснований 6 квітня 1652 року колоністами на чолі з Яном ван Рібеком; був першим постійним європейським поселенням в Африці на південь від Сахари. Кейптаун швидко став не просто перевантажувальним пунктом — до швидкого зростання Йоганнесбурга і Дурбана він був найбільшим містом країни.
Згідно із загальнонаціональним переписом 2001 року, населення Кейптауна становить 2,9 млн осіб. Площа Кейптауна становить 2 499 км²: це більше, ніж інші міста ПАР, і як наслідок, щільність населення в Кейптауні нижча (1158 осіб/км²).
Кейптаун — місто-побратим французького міста Ніцца.

## Історія
Найдавніші археологічні знахідки (печера Пірс-кейв, біля Фіш-хука) належать до часу приблизно 12 тисяч років тому. Про ранню історію цього регіону відомо мало. Перші письмові свідоцтва припадають лише на 1486 рік, коли мис Доброї Надії відвідав португалець Бартоломеу Діаш. Васко да Гама також обігнув мис у 1497 році, але регулярні контакти з європейцями почалися тільки після прибуття Рібека в 1652 році. Рібек працював на Голландську Ост-Індійську компанію (нід. Verenigde Oost-indische Companie) і мав забезпечити стоянку для її суден на шляху до Європи. Край Південної Африки у той час населяли головно готтентоти, зі сходу наступали коса — народ, що належить до сім'ї банту.
У початковий період місто зростало поволі, оскільки позначався брак робочої сили. Щоб заповнити його, голландці почали імпорт рабів з Індонезії і Мадагаскару. Багато хто з цих рабів влився в колоніальне суспільство, а нащадки від змішаних шлюбів індонезійців, європейців і місцевого населення утворили декілька особливих етнічних груп, званих «кольорові», причому капські кольорові виділяються в особливу спільність.
У 1795 році британські війська захопили місто після битви при Мейзенберзі. За умовами мирного договору, укладеного після війни в 1803 році, Кейптаун був повернутий голландцям, проте в тому ж році конфлікт поновився, і в 1806 році британці після битви при Блауберзі знов захопили Кейптаун. За мирним договором 1814 року цей регіон став невід'ємною частиною Британської імперії. Територія, підвладна британцям, зростала; була створена Капська колонія, столицею якої став Кейптаун.
Відкриття діамантових родовищ у Західному Грикваленді і золотих покладів на Вітватерсранді (біля нинішнього Йоганнесбурга) у 1869 році спричинило золоту лихоманку, а заодно й стрімке зростання Йоганнесбурга за рахунок притоку іммігрантів. Крім того, почалися тертя між бурськими державами, що утворилися в ході Великого Трека і відчували притік іноземців-ойтландерів, і британською колоніальною адміністрацією. Кульмінацією цього конфлікту стала англо-бурська війна. Перемігши бурські держави (Оранжеву республіку і Трансвааль) і зміцнивши контроль над видобутком золота і алмазів, англійці об'єднали бурські республіки з Капськой колонією і британським володінням Наталь, створивши Південно-Африканський Союз. ПАС був проголошений у 1910 році, і Кейптаун став його законодавчою столицею; цю функцію він зберіг і після того, як у 1961 році була створена Південно-Африканська Республіка.
У 1948 році на виборах перемогла Національна партія, що обіцяла запровадити сегрегацію за расовою ознакою, відому як апартеїд. Згідно із Законом про групові області, передмістя із змішаним населенням мали бути або очищені від жителів, що «незаконно» перебували там, або зовсім знесені. У зв'язку з цією кампанією велику популярність здобув кейптаунський Шостий округ, зруйнований у 1965 році. Оскільки ця зона була проголошена районом для білих, більше 60 000 чорних жителів були насильно виселені. В епоху апартеїду перевага при прийманні на роботу в Кейптауні згідно із законом віддавалася кольоровим, а не чорним.
У Кейптауні жило багато борців з апартеїдом; частина з них (зокрема Нельсон Мандела) потім утримувалася у в'язниці на острові Роббен, віддаленому на 10 км від кейптаунського берега. 11 лютого 1990 року Мандела, через декілька годин після виходу з в'язниці, виголосив знамениту промову, стоячи на балконі кейптаунської ратуші. Після того, як апартеїд був скасований у 1994 році, Кейптауну довелося зіткнутися з безліччю проблем, включаючи ВІЛ і СНІД, туберкульоз і злочинність, зокрема пов'язаних з наркотиками. Водночас в економіці міста спостерігався справжній бум, особливо за рахунок туризму і ринку нерухомості, що бурхливо зростав.

## Географія
Див. Географія Кейптауна
Центр Кейптауна розташований на північній околиці Капського півострова. Столова гора створює живописний фон для «міської чаші», підносячись над рівнем моря більш ніж на тисячу метрів. Вона оточена майже прямовисними кручами, такими як Пік Диявола (Devil's Peak) і Голова Лева (Lion's Head) з притуленим «тулубом лева», відомим ще Сигнал-Гілл — Сигнальна гора (Signal Hill) . Часом над горою формується тонка хмара, іноді звана «скатертиною». Сам півострів є невеликим гірським ланцюгом (більше 700 вершин мають висоту більше 300 м) і закінчується мисом Кейп-пойнт. Багато передмість Кейптауна розташовано на великій рівнині Кейп-флетс, що сполучає півострів з материком. Кейп-флетс сформувався переважно з піщаних ґрунтів, які раніше були мілиною: оскільки сама Столова гора була островом ще тисячі років тому.

### Клімат
Капський півострів має середземноморський клімат, а це означає, що місто має відчутно відмінні кліматичні сезони. У зимовий час, який триває з травня по вересень, великі холодні фронти, що приходять з Атлантичного океану приносять значну кількість опадів і сильні північно-західні вітри. Взимку прохолодно, а середня мінімальна температура становить 7°C, а середня максимальна близько 17 °C. Більша частина щорічних опадів у місті припадає на зимовий час, але через гірський рельєф міста, сумарна кількість опадів на конкретних площах значно відрізняється. Ньюлендс (Newlands), на південь від міста, вважається найвологішим передмістям в Південній Африці, тоді як на долину і прибережні рівнини припадає в середньому 515 міліметрів опадів на рік, а в гірських районах, навпаки, можуть досягати до 1500 мм на рік.
Літо, що триває з листопада по березень, тепле і сухе. Півострів в цей час часто зазнає впливу сильних вітрів з південно-сходу, що отримали назву — «Капський Доктор» (Cape Doctor), тому що він ще й прибирає (видуває) частину забруднень і очищає повітря. Південно-східний вітер викликаний областями високого тиску, які формуються у Південній Атлантиці на захід від Кейптауна, знаний як Піденно-Атлантичний антициклон (South-Atlantic High). Влітку коливання середніх температури м'яке-незначне і коливаються в межах 26 °C. В Кейптауні деколи виникають й нестерпно-спекотні умови, коли гарячий Берг Вітер (Berg Wind), що отримав назву «гірський вітер», дме з Капських гір пару тижнів у лютому або на початку березня.
Кейптаун отримує набагато більше світла, ніж у багатьох інших містах з таким же середземноморським кліматом — 3070 сонячних годин на рік. Температура води коливатися великою мірою, від 10 °C на Атлантичному узбережжі, до 22 °C (72 °F) в затоці Фалсе (False). Середньорічні температури океану між 13 °C на Атлантичному узбережжі і 17 °C (63 °F) в затоці Фалсе.
| Клімат (1961–1990)                                                                    | Клімат (1961–1990) | Клімат (1961–1990) | Клімат (1961–1990) | Клімат (1961–1990) | Клімат (1961–1990) | Клімат (1961–1990) | Клімат (1961–1990) | Клімат (1961–1990) | Клімат (1961–1990) | Клімат (1961–1990) | Клімат (1961–1990) | Клімат (1961–1990) | Клімат (1961–1990) |
| Показник                                                                              | Січ.               | Лют.               | Бер.               | Квіт.              | Трав.              | Черв.              | Лип.               | Серп.              | Вер.               | Жовт.              | Лист.              | Груд.              | Рік                |
| Абсолютний максимум, °C                                                               | 39,3               | 38,3               | 43,0               | 38,6               | 33,5               | 29,8               | 29,0               | 32,0               | 33,1               | 37,2               | 39,9               | 41,4               | 43,0               |
| Середній максимум, °C                                                                 | 26,1               | 26,5               | 25,4               | 23,0               | 20,3               | 18,1               | 17,5               | 17,8               | 19,2               | 21,3               | 23,5               | 24,9               | 22,0               |
| Середня температура, °C                                                               | 20,4               | 20,4               | 19,2               | 16,9               | 14,4               | 12,5               | 11,9               | 12,4               | 13,7               | 15,6               | 17,9               | 19,5               | 16,2               |
| Середній мінімум, °C                                                                  | 15,7               | 15,6               | 14,2               | 11,9               | 9,4                | 7,8                | 7,0                | 7,5                | 8,7                | 10,6               | 13,2               | 14,9               | 11,4               |
| Абсолютний мінімум, °C                                                                | 7,4                | 6,4                | 4,6                | 2,4                | 0,9                | −1,2               | −4,3               | −0,4               | 0,2                | 1,0                | 3,9                | 6,2                | −4,3               |
| Середня кількість сонячних годин на місяць                                            | 337,9              | 297,4              | 292,9              | 233,5              | 205,3              | 175,4              | 193,1              | 212,1              | 224,7              | 277,7              | 309,8              | 334,2              | 3094,0             |
| Норма опадів, мм                                                                      | 15                 | 17                 | 20                 | 41                 | 69                 | 93                 | 82                 | 77                 | 40                 | 30                 | 14                 | 17                 | 515                |
| Днів з опадами                                                                        | 5,5                | 4,6                | 4,8                | 8,3                | 11,4               | 13,3               | 11,8               | 13,7               | 10,4               | 8,7                | 4,9                | 6,3                | 103,7              |
| Вологість повітря, %                                                                  | 71                 | 72                 | 74                 | 78                 | 81                 | 81                 | 81                 | 80                 | 77                 | 74                 | 71                 | 71                 | 76                 |
| ------------------------------------------------------------------------------------- | ------------------ | ------------------ | ------------------ | ------------------ | ------------------ | ------------------ | ------------------ | ------------------ | ------------------ | ------------------ | ------------------ | ------------------ | ------------------ |
| Джерело: World Meteorological Organization, NOAA, South African weather service, eNCA |                    |                    |                    |                    |                    |                    |                    |                    |                    |                    |                    |                    |                    |

## Адміністративний поділ і Адміністрація міста
Кейптаун першим в Південній Африці отримав статус місцевого самоврядування в 1839 році, згідно з постановою муніципального уряду Капської колонії. Коли було надано статус, муніципалітет Кейптауна визначався тільки теперішньою центральною частиною міста, відомої як Чаша Міста (City Bowl), а оскільки місто постійно розширювалося, то нові передмістя ставали новими муніципальними утвореннями, до-поки в 1902 році не стало 10 окремих муніципалітетів на Капському півострові. Протягом ХХ століття, багато з цих приміських муніципалітетів стали нестійкими (їх межі розмивалися постійно зростаючим містом) і поступово приєднувалися до муніципалітету Кейптауна або об'єднувалися з іншими передмістями і на кінець епохи апартеїду в 1994 році столичний регіоні як і раніше ще був розділений на кілька окремих муніципальних утворень.
Після 1994 року в країні почалися масштабні реформи, вони торкнулися й адміністративних складових, тому муніципальні структури пережили, такий собі, «капітальний ремонт». 1996 року Столична область Кейптаун була розділена на шість муніципалітетів. А під час муніципальних виборів 2000 року ці різні структури були об'єднані в Кейптауні як один Столичний муніципалітет прийнятний для всієї агломерації, саме з цієї причини місто іноді згадується, як місто з унікальною муніципальною формою — «Унісіті» (Unicity). Численність населення цього столичного муніципалітету становить близько 3 497 097 мешканців, які водночас по старим звичкам й досі виокремлюють 7 міських районів та околиць.

### Адміністративний поділ
Всі міські райони-околиці муніципалітету поділяються ще на кілька районів, які склалися історично, бувши незначними населеними пунктами, які поглинуло місто мегаполіс. Більшість цих районів зберегли свої географічні чи історичні назви:
- Сіті Боул (City Bowl) — центральний район (старе місто) розміщується в природному амфітеатрі чашоподібної форми і межує з Тейбл Бей та горами Сигнал-Хілл (Signal Hill), Левової Голови (Lion's Head), Столової Гори (Table Mountain) і Піком Диявола (Devil's Peak). Центр міста охоплює центральний діловий район Кейптауна, гавані, каскад садових парків і житлових передмість — Де Вотеркант (De Waterkant), Пік Диявола (Devil's Peak), Шостий округ (District Six), Зоннеблюм (Zonnebloem), Сади (Gardens), Гіґґовейлі (Higgovale), Орейнджзікх (Oranjezicht), Скотче Клуф (Schotsche Kloof), Теймбурсклуф (Tamboerskloof), Університетський район (University Estate), Вредегок (Vredehoek), Уолмер Естейт (Walmer Estate) і Вудсток (Woodstock).
- Північне Передмістя (Northern Suburbs) — Беллвіль (Bellville), Бозейсіґ (Bothasig), Брейкенфіль (Brackenfell), Бруклін (Brooklyn), Бургунді Естейт (Burgundy Estate), Дурбанвіль (Durbanville), Едгемейд (Edgemead), Елсіс Рівер (Elsie's River), Фейкретон (Facreton), Ґудвуд (Goodwood), Кенсінґтон (Kensington), Крейафонтейн (Kraaifontein), Куілс Рівер (Kuils River), Мейтленд (Maitland), Монте Віста (Monte Vista), Панорама (Panorama), Пейроу (Parow), Річвуд (Richwood), Торнтон (Thornton), Тейбл %%% (Table View) і Велгемод (Welgemoed).
- Атлантичне узбережжя (Atlantic Seaboard) — Бейнтрі Бей (Bantry Bay), Кампс Бей (Camps Bay), Кліфтон (Clifton), Фреснай (Fresnaye), Ґрін Пойнт (Green Point), Гут Бей (Hout Bay), Ллейндудно (Llandudno), Моілль Пойнт (Mouille Point), Сіа Поійнт (Sea Point) і Три Анкор Бей (Three Anchor Bay).
- Південне Передмістя (Southern Suburbs) — Рондебоск (Rondebosch), Клермонт (Claremont), Плюмстед (Plumstead), Уінберґ (Wynberg), Ньюлендс (Newlands), Констанція (Constantia) і Бішопскорт (Bishopscourt).
- Кейп Флетс (Cape Flats) в народі отримав назву «Капо-лачуги». Це є велика, низинна, плоскі область, розташовані на південний схід від центрального ділового району Кейптауна. Для більшості людей в Кейптауні, район став відомим від часів апартеїду, оскільки тут мешкало здебільшого чорношкіре населення, якого утискували місцеві політико-провладні структури.
- Південнь півострова (South Peninsula) — Капрі Віллідж (Capri Village), Кловеллі (Clovelly), Фіш Гук (Fish Hoek), Ґленкейн (Glencairn), Кейлк Бей (Kalk Bay), (Kommetjie), Месіфумелеле (Masiphumelele), Мюзенберґ (Muizenberg), Нордгук (Noordhoek), Вид на Океан (Ocean View), Скабороґ (Scarborough), Сімон Таун (Simon's Town), Сент-Джеймс (St James), Саннідейл (Sunnydale) і Сонячна Долина (Sun Valley).
- Західне узбережжя (West Coast) — Блуберґстренд (Bloubergstrand), Мілнертон (Milnerton), Тейблев'єв (Tableview) і Уест-Біч (West Beach).

## Демографія

Щільність населення в Кейптауні

За даними Південно-Африканського національного перепису, проведеного 2001 року, населення Кейптауна становить 2 893 251 особу. Офіційно зареєстровано 759 767 домашніх господарств, з яких 87,4 % мають каналізацію або хімічні туалети, а 94,4 % господарств обслуговуються службою збору відходів (принаймні раз на тиждень). 80,1 % домашніх господарств користаються централізованою системою електрифікації як основного джерела енергії, близько 5–7 % господарств послуговується відновлювальними джерелами електроенергії (сонячні батареї), а решта господарств майже не використовують електроенергію (жителі нетрів).

### Населення і його приріст
Загалом населення міста розділяють на три групи — «кольорові» становлять 48,13 %, «чорношкірі» африканці — 31 %, «білі» — 18,75 % та «азіати» — 1,43 %. 46,6 % населення молодше 24 років, у той час як 5 % у віці старіше 65 років. Середній вік у місті становить 26 років, а на кожних 100 жінок припадає 92,4 чоловіка. 19,4 % жителів міста є безробітними, з них: 58,3 % — «чорні», 38,1 % — «кольорові», 3,1 % — «білі» і 0,5 % — мають азійське походження.

### Мови міста
41,4 % жителів міста Кейптаун говорить мовою африкаанс, тоді як 28,7 % розмовляють мовою коса (Xhosa), 27,9 % говорять англійською мовою, 0,7 % говорять сото (Sotho), 0,3 % говорять зулу (Zulu), 0,1 % розмовляють мовою тсвана (Tswana) і 0,7 % населення говорить неофіційними мовами у себе вдома.

### Релігія в місті
76,6 % жителів Кейптауна сповідують християнство, 10,7 % — не дотримуються жодної релігії — атеїсти, 9,7 % — мусульмани, 0,5 % — євреї і 0,2 % — індуси. 2,3 % дотримуються інших релігійних доктрин або не визначилися якого віросповідання.

## Інфраструктура міста

### Медицина
Як у Південній Африці, так і в Кейптауні існують паралельно приватні і громадські медичні заклади (доволі часто вони знаходяться в одних будівлях чи корпусах). Суспільно-громадськими медичними закладами користуються переважна більшість населення, але хронічно бракує коштів і кадрів на їх утримання, тому для надання кваліфікованішої допомоги громаді міста доводиться користатися приватними лікарнями. Тому, зчаста, приватному сектору медицини доводиться обслуговувати близько 50 % населення міста (включно з 20 % клієнтів з багатих верств населення).
Приватні лікарні Кейптауна часто є прилеглими до медичних центрів, чиї фахівці мають власні приватні практики. Ці лікарні пропонують безліч зручностей і добре обладнані, вони мотивовані і володіють добре підготовленими практиками медико-санітарної допомоги, медичними сестрами і лікарями. Загалом в місті широко розвинута мережа південно-африканських медично-лікарських установ:
- Меді-Клініка (Medi-Clinic) працює в приватних клініках — Констанція (Constantia), Дурбанвіль (Durbanville), Мілнертон (Milnerton), Оранджезіхт (Oranjezicht), Панорама (Panorama), Странд (Strand) і Верґелеґен (Vergelegen).
- Неткаре (Netcare) розташовані в муніципальних закладах: Блаауберґ(Blaauwberg), Лікарні Крістіан Барнард Меморіал (Christiaan Barnard Memorial Hospital) в центрі міста, муніципальній лікарні № 1, Гудвуд (Goodwood) і Куілс Рівер (Kuils River).
- Лайф Гелт Каре (Life Health Care) один з найбільших приватних провайдерів медичної допомоги в Південній Африці, утримує три медичних установи, у Кейптауні: Вінсент Паллоті (Vincent Pallotti) в Пайнелендс, Лікарня Життя Кінгсбері (Life Kingsbury Hospital) в Клермонт і Клермонт лікарня життя (Life Claremont Hospital).

А найбільшим й найвідомішим медичним закладом є найстаріша клініка міста — Грот Щур Госпіталь (Groote Schuur Hospital). Ця лікарня є однією з провідних клінік у світі, і є піонером з першої пересадки серця, яку зробили тут у грудні 1967 році (професор Крістіан Барнард). Лікарняний комплекс було відкрито 31 січня 1938 року на території та приміщеннях колишньої голландської Ост-Індійської компанії. А поруч знаходяться Приватна Академічна лікарня (Private Academic Hospital) від Університету Кейптауна, ця приватна клініка була відкрита в 2002 році з 2005 року є частиною лікарняного комплексу Лікарні Південного Хреста (Southern Cross Hospital) в Вайнберґу та відома операціями на нирках і діаліз центром. Більшість лікарів в цій лікарні є керівниками департаментів та факультетів Медичної школі Університету Кейптауна і є добре відомими фахівцями медиками.

### Освіта
Державні початкові і середні школи в Кейптауні знаходяться у веденні Департаменту освіти Західно Капської провінції (Western Cape Education Department). Цей провінційний освітній департамент розділений на сім районів, чотири з них знаходяться в столичних районах — столичний центральний, столичний північний, столичний південний та столичний східний — які охоплюють різні райони міста. Окрім цього, існують незалежні приватні школи, релігійні та світські освітні заклади в Кейптауні. Вища освіта одна з найстаріших та найпотужніших у Південній Африці, вважається, що це є державні освітні заклади, оскільки утримуються на дотаціях від державних та провінційних урядів і фінансово підтримуються громадськими фондами.
4,2 % жителів у віці 20 років і старіше взагалі не отримали шкільної освіти, 11,8 % пішли лише у початкову школу; 7,1 % отримали атестат тільки початкової школи. Із 38,9 % учнів, що перейшли в середню школу, лише 25,4 % закінчили її, і ще 12,6 % мають спеціальну середню освіту. Загалом 38,0 % дітей закінчили середню школу.

#### Шкільна освіта
Шкільна освіта в Кейптауні (як і по всій країні) є обов'язковою з 1 класу по 9 класу, тобто школа починається для дітей в сім років, і вони повинні відвідувати школу до досягнення ними 15 років. Це основна загальна освіта та навчання поділяється на три етапи: «початківці» (з підготовчих класів до 3-го класу), «загальні» (з 4 по 6 клас), «сеньйори» (з 7 по 9 клас).
Загалом вважається, що «початкова школа» — це з 1 по 6, у той час як «середня школа» — з 7 по 12 клас. При переході з початкової в середню школу діти будуть складають матричні іспити, а по закінченні середньої школи також проводяться іспити на Атестат зрілості (різних рівнів від А- рівня до бакалавра). У 3 класі діти починають вивчати другу мову (як правило це африкаанс або англійська мова, у залежності яка була базова при поступленні), хоча в приватних школах навчають одразу двох цих мов, а додатково ще з 5 класу навчають французької та німецької мов.
Навчальний рік в Кейптауні відповідає шкільному календарю у Південній півкулі. Це означає, що навчальний рік починається в третій тиждень січня і закінчується на початку грудня тривалими вакаціями влітку (шість тижнів) та Різдвяним вакаціями в кінці навчального року. Навчальний рік поділяється на три або чотири семестри в залежності від школи. Існує, як правило, два тижні «осіннього» (як для південної півкулі) відпочинку на Великдень, тривалі перерви в зимовий період (вкінці червня/початку липня) і короткий один тиждень весняних канікул (наприкінці вересня).

#### Вища освіта
У Кейптауні знаходяться три державні університети: Університет Кейптауна (University of Cape Town (UCT)), Університет Західної Капскої провінції (University of the Western Cape (UWC)) і Технологічний Університет Капського півострова (Cape Peninsula University of Technology (CPUT)). Стелленбош Університет (Stellenbosch University) також вважається приналежним Кейптауну, попри 50 кілометрову віддаленість від міста містечка Сіті Боул, адже його частина навчальних корпусів та факультетів розташовані в Беллвілл Бізнес Парку Кейптауна та інших прилеглих районах.
Університет Кейптауна і Університет Стелленбош є провідними університетами в Південній Африці. Це пояснюється, великою мірою, істотними фінансовими дотаціями, внесеними до цих установ як державного, так і приватного сектора. Університет Кейптауна нараховує понад 21 000 студентів і займає 51 світову позицію згідно з опитуванням Financial Times проведеним у 2006 році. По приходу до влади Африканського національного конгресу, відбулася деяку реструктуризація субсидування університетів провінції, традиційно «не білі» університети отримали збільшення фінансування, яке підвищило тепер і рівень Університету Західної Капскої провінції. Стелленбош Університет вважається основним африкаанс закладом країни.
Технологічний Університет Капського півострова був утворений 1 січня 2005 року, коли дві окремі установи — Капський Технічний інститут (Cape Technikon institut) і Технічний інститут півострова (Peninsula Technikon institut) — були об'єднані. Новий університет пропонує навчання насамперед англійською мовою, хоча практикуються навчальні курси на будь-якій з офіційних мови Південної Африки. Опісля об'єднання в університет випускники дістали змогу отримувати універсальний технічний Національний Диплом «Технікон» («Technikon»). Ведення «Технікону» було реагуванням на міжнародні освітні тенденції щоб залишатися конкурентоспроможними в рамках світової економічної кон'юнктури, щоб технічна вища освіта країни давала змогу студентам отримати доступ до глобальних тенденцій навчання, а потім, якісного розподілу випускників згідно зі світовими стандартами, бувши учасником світового ринку.

### Торгівля
Відомі торгові вулиці в Кейптауні:
- «Лонг-стріт» (Long Street) у центрі Кейптауна із безліччю книжкових і сувенірно-антикварних магазинів.
- «Головна вулиця» (Main Street) поблизу Обсерваторії, у районі Innenstadt знана як головна торгова вулиця з великою кількістю різнопрофільних магазинів.

Великі торгові центри — з численними магазинами, бутиками, гуртовими центрами, побутовими магазинами, ресторанами, і, зазвичай, кіноцентрами. D
- «Канал Уолк в Саммер Ґрін» (Canal Walk in Summer Greens) в центрі міста цей торговельний центр вважається в Африці найбільшим, збудований в стилі палацу з часів далекого минулого. У більш ніж 400 магазинів різноманітні товари. Крім того, є кілька ресторанів і найбільший у місті кінотеатр, і модерний сценічний центр (MTN ScienCentre), а неподалік знаходиться парк атракціонів Ратанга Джанктон (Ratanga Junction).
- «Кавендіш-сквер в Клермонт» (Cavendish Square in Claremont) є сучасним торговим центром, умовно вважається для середнього класу. Ціни тут, як зазвичай значно дешевші, аніж у центрі міста і на набережній.
- «Ґарденс Центр» (Gardens Center) в районі Гарденс — був оновлений ще кілька років тому і відоміший як магазини для щоденних потреб, ціни доступні.
- «Ґолден Акре» (Golden Acre) на Аддерлі-стріт у центрі Кейптауна — розташований навпроти Grand Parade і центрального залізничного вокзалу, являє собою сучасний торговий центр, а ціни вищі від середніх по місту.
- «Тайгер-Валлі» (Tyger Valley) в Беллвілл — є одним з найбільших торгових центрів, являє собою сучасний торговий центр на околиці Кейптауна з величезною товарною пропозицією, але не підходить для туристів.
- «Вікторія Ворф» (Victoria Warf) на Набережній — сучасний торговий центр, здебільшого, позицінується як туристично-культурний, розташований в давніх (реставрованих) портово-торгових рядах.

Крім того в місті розташовані численні тимчасові продуктово-речові ринки, які в народі називають «блошиними»:
- «Аддерлі-стріт» (Adderley Street) у центрі міста — щоденний Квітковий ринок.
- «Ринок антикваріату» (Antique Collectors Market) в Гроту Констант — антикварний блошиний ринок (субота і неділя).
- Чарч-стріт (Church Street) у центрі міста — антикварний ринок (в літні місяці, щодня, у противному випадку четверга по суботу).
- «Зелений Сквер» (Greenmarket Square) в центрі міста — щоденний ринок текстилю та ремесел.
- (Muizenpoint Market) — справжній недільний блошиний ринок.
- «Гранд Парад» (Grande Parade) в центрі міста — квітка, фрукти та овочі, а також промисловий ринок (середа і субота).

## Транспорт
Кейптаун з давніх часів вважався воротами Південної Африки. Це ключовий пункт транспортних мереж як внутрішньо-державних, так і міжнародних перевезень вантажів та пасажирів. Були часи, коли на його перевалку припадало до 70 % всього вантажопотоку з Півдня Африки. Тому саме транспортна мережа вважається найбільш розвинутою в місті, й це стосується громадського транспорту, логістичних фірм та міжнародних сполучень.

### Морський
Кейптаун має давні традиції як місто-порт, тому морський транспорт завше був і є головною артерією міста від часів його існування. Тому Порт Кейптаун (Port of Cape Town) місцеві жителі називають «серцем» й «душою» міста та півдня Африки, який знаходиться в безпосередньо на північ від центрального ділового району майже 3 мільйонного мегаполіса. Через його розташування на одному з найбільш завантажених маршрутів у світовій торгівлі — він є одним з найжвавіших портів в Південній Африці, обробляє найбільшу кількість свіжих плодів та фруктів і займає друге місце (після Дурбана), як контейнерний порт. Порт також має значні ремонтні та експлуатаційні ресурси задля технічного обслуговування судноплавства, якими користуються декілька великих риболовецьких флотів і значна частина Західноафриканського танкерного флоту нафтової промисловості. Через значні туристичні принади та визначні пам'ятки, наявні в Кейптауні і його околицях, багато круїзних суден заходять в причали порту. За оцінками статистів в 2004 році до Кейптауна прибуло 3161 кораблів із 9,2 млн тонн вантажів.
Окрім того в околиці Кейптауна Симонс Таун (Simon's Town) в гавані на узбережжі Фалсі Бей (False Bay) поряд з мисом Пенінсула (Cape Peninsula) розквартирована основною база південноафриканських ВМС.

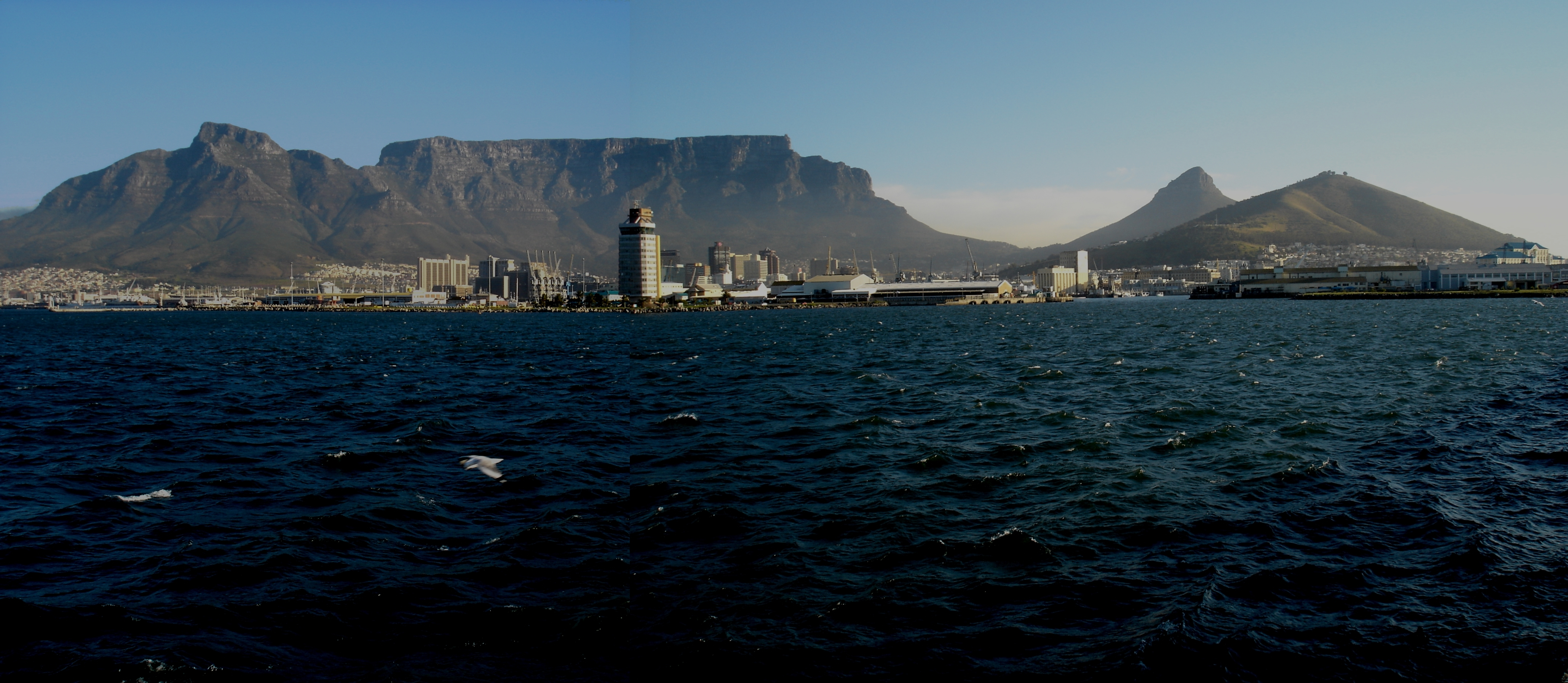
Вид на гавань і порт Кейптауна

Порт розвивався великою мірою протягом століть (починаючи з 1670 року) і в наш час[коли?] складається з декількох основних частин:
- Бен Шуман Док (Ben Schoeman Dock) — це великий й основний зовнішній док в порту, у якому знаходиться контейнерний термінал.
- Дункан Dock (Duncan Dock) — менший, але більш цільовий внутрішню док, у якому міститься багатоцільові термінали і фруктовий док, а також сухий док, ремонтні причали і танкерні гавані.
- Яхтові марини (yachting marina) — стоянки для яхт.
- Вікторії та Альфреда басейни (Victoria and Alfred Basins) — це були основні пірси ще попередника порту, а тепер ці басейни ще використовуються для менших комерційних суден, задля рибальства та прогулянкових катерів, а також сюди заходять менші круїзні пасажирські судна.

### Повітряний

Карта, що показує основні рейси з міжнародного аеропорту Кейптауна в пункти призначення за межами Південної Африки

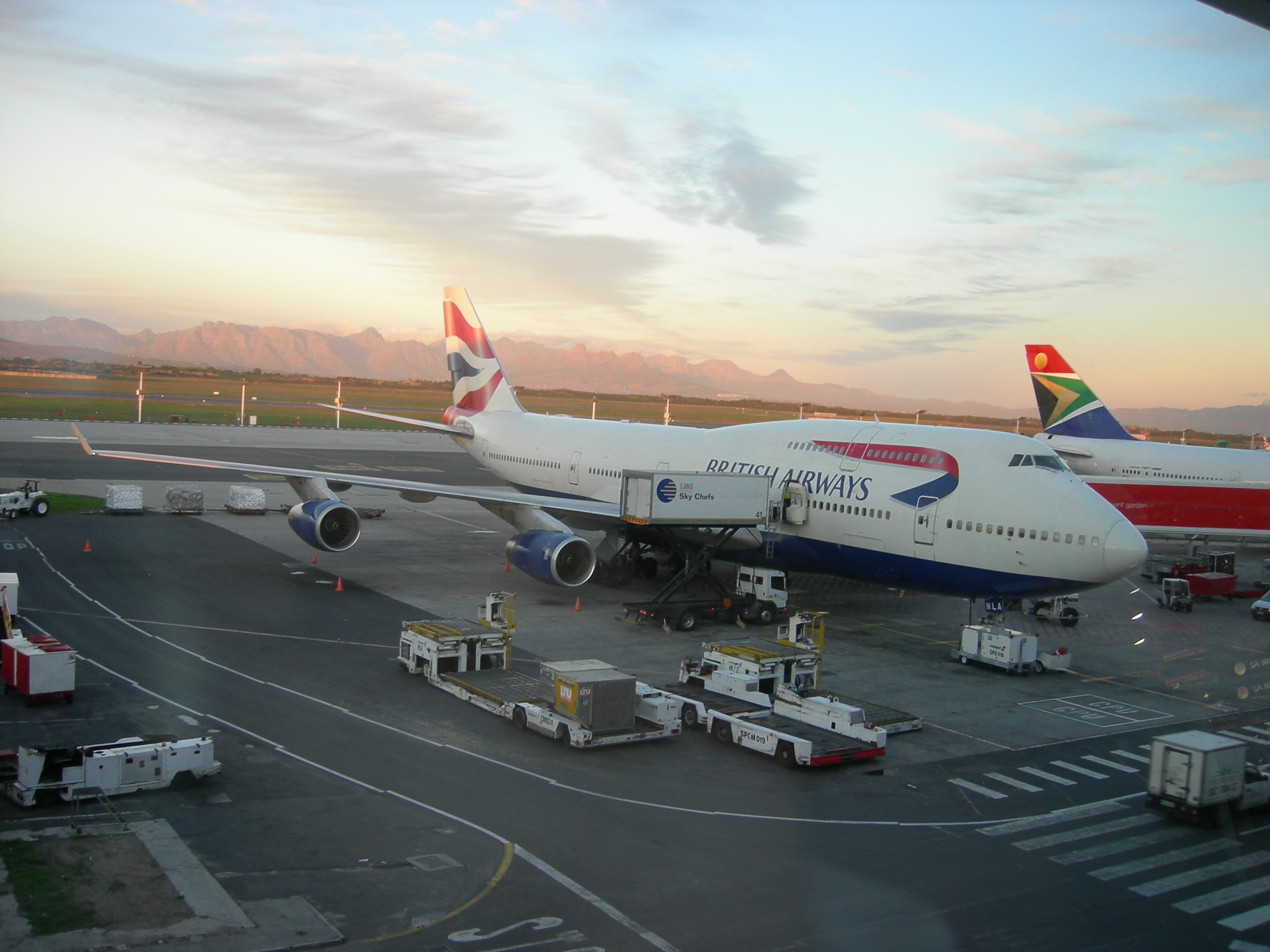
Літак у міжнародному терміналі аеропорту

Міжнародний аеропорт Кейптауна (Cape Town International Airport) знаходиться, приблизно, за 22 кілометри на схід від міста, обслуговує внутрішні та міжнародні рейси. Це другий за величиною аеропорт в Південній Африці і служить як основний шлюз для туристів і бізнесу на самому півдні Африки. Кейптаун має пряме сполучення до більшості міст в Південній Африці, а також ряд міжнародних напрямків в багато країн Європи, Азії та Америки і по кілька рейсів на тиждень.
Міжнародний аеропорт Кейптауна нещодавно відкрив новий центральний корпус терміналу, який був споруджений з метою впоратися з очікуваним збільшенням обсягів повітряного руху, насамперед туристів, число яких буде зростати напередодні Кубка Світу з футболу 2010 року. Ця добудова включала в себе кілька великих нових автопарковок, оновлений внутрішній термінал відправлення, нову автобусну станцію і нову двоповерхову автомагістраль. Розширилися вантажні можливості терміналів завдяки вдосконаленій системі та сервісним службам, а облаштування пустирів завершується побудовою на них службових приміщень аеропорту та вантажних компаній і розбудовою мережі готелей.
Міжнародний аеропорт Кейптауна був у числі переможців конкурсу «World Travel Awards», як провідний аеропорт Африки. Адже обсяг вантажо-пасажирських перевезень збільшився в кілька разів в порівнянні з 1994 роком. В наш час[коли?] за рік близько 80 000 літаків прибуває й вилітає з Кейптауна, які перевозять приблизно п'ять мільйонів пасажирів. Очікується, що пасажиропотік до 2015 року зросте до чотирнадцять мільйонів. Найбільшу кількість цих перевезень здійснила найбільша авіакомпанія країни — Південно-Африканські Авіалінії (South African Airways), а також компанія Комейр (Comair). Існує й ряд невеличких та недорогих авіакомпаній, що обслуговуються в цьому авіапорту: «Кулума.ком» (Kulula.com), «1 тайм» (1time) і «Манго Кейптаун» (Mango ist Kapstadt) та «Зель» (Ziel).

### Залізничний

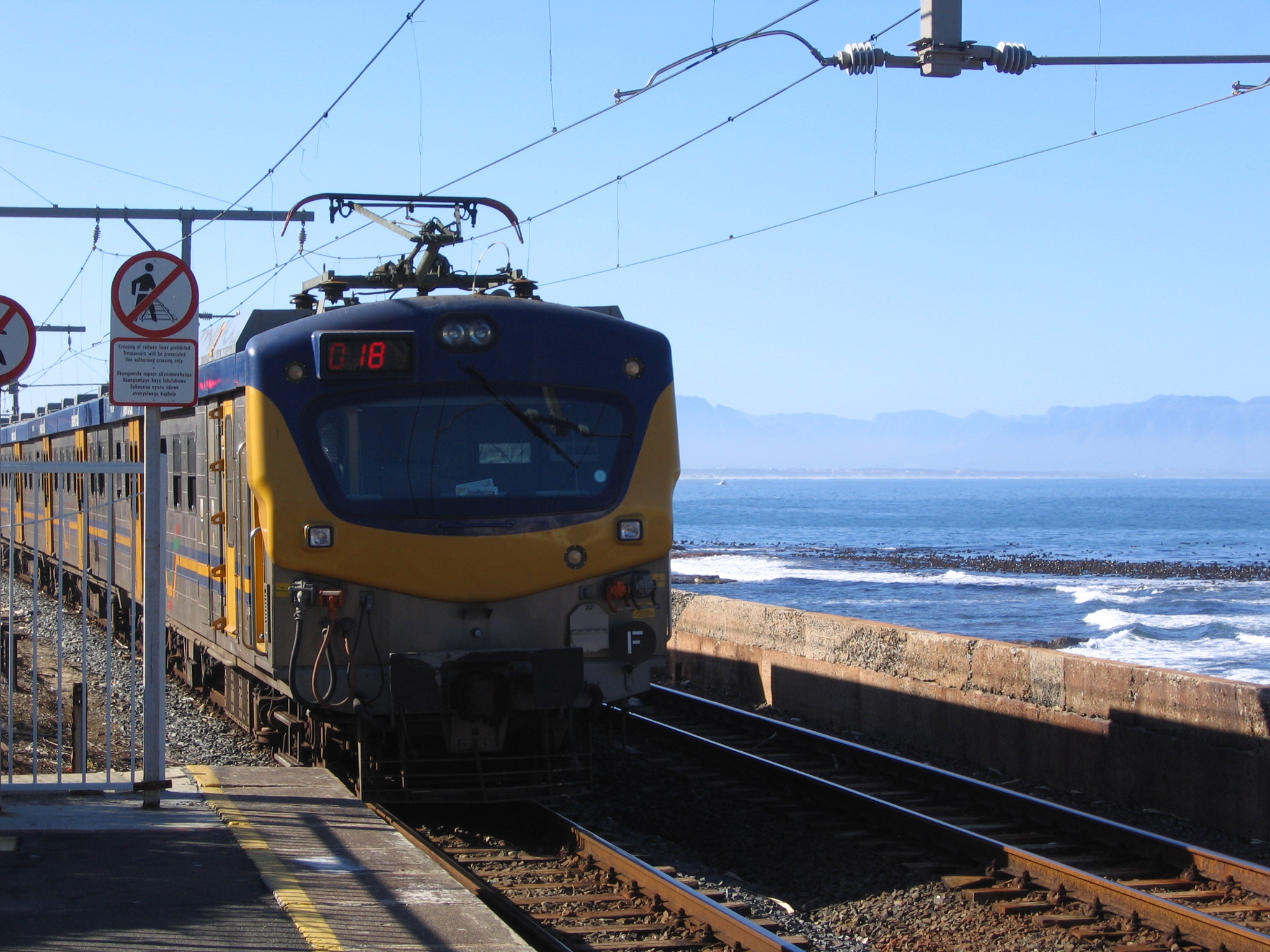
Потяг компанії Metrorail прямує по приміському маршруту

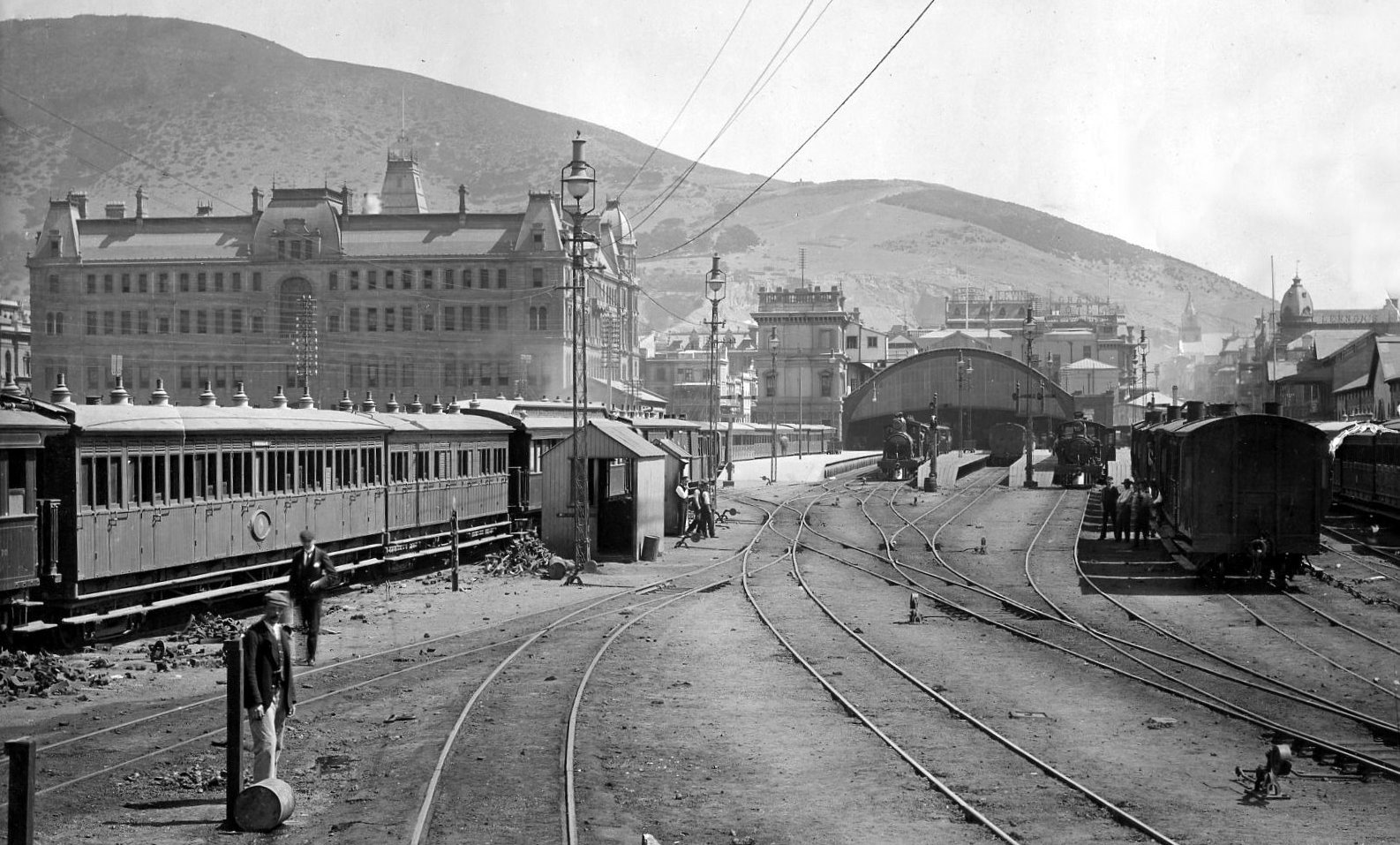
Вокзал Кейптауна — далекого 1896 року

Шошолоза Мейл (Shosholoza Meyl) здійснює всі пасажирські залізничні перевезення державних залізниць Спонет (Spoornet) і управляє двома ключовими далекими пасажирськими напрямками з Кейптауна: щоденні потяги в Йоганнесбург через Кімберлі і кількаразові на тижню потяги в Дурбан через Кімберлі (Kimberley), Блумфонтейн (Bloemfontein) і Пітермарітцбург (Pietermaritzburg). Ці поїзди мають кінцеву зупинку на Залізничному вокзалі Кейптауна та приміському вокзалі в Бельвіллі (Bellville). Кейптаун є також однією кінцевих зупинок розкішних, туристично-орієнтованих потягів: «Блю Трейн» (Blue Train), а також п'ятизіркового «Ровос Рейл» (Rovos Rail).
Залізнична станція Кейптауна є головної залізничної станції міста Кейптаун, та ключовою станцією в Південної Африки. Вокзал і станція розташовані уздовж Аддерлей вулиці і Стренд вулиці, у центрі міста. Відкритий у 1863 році й обслуговує на 24-х платформах всі залізничні маршрути, що пролягають через Кейптаун, починаючи міжнародними потягами та закінчуючи приміськими сполученнями.
Компанія «Метрорейл» (Metrorail) надає послуги приміського залізничного транспорт в Кейптауні і його околицях. Мережа «Метрорейл» складається з 114 станцій та зупинних пунктів в передмістях і околицях Кейптауна, а довжина становить 423 кілометри. Ці потяги в народі нарекли — «наземним метро», ще б пак, незначна кількість вагонів, оперативне та швидке їх пересування та й ширина колії призвели до таких висновків. А відома всьому світу Капська колія є вузькоколійною із шириною колії 1067 мм (3 фути і 6 дюймів).

### Автотранспортні розв'язки

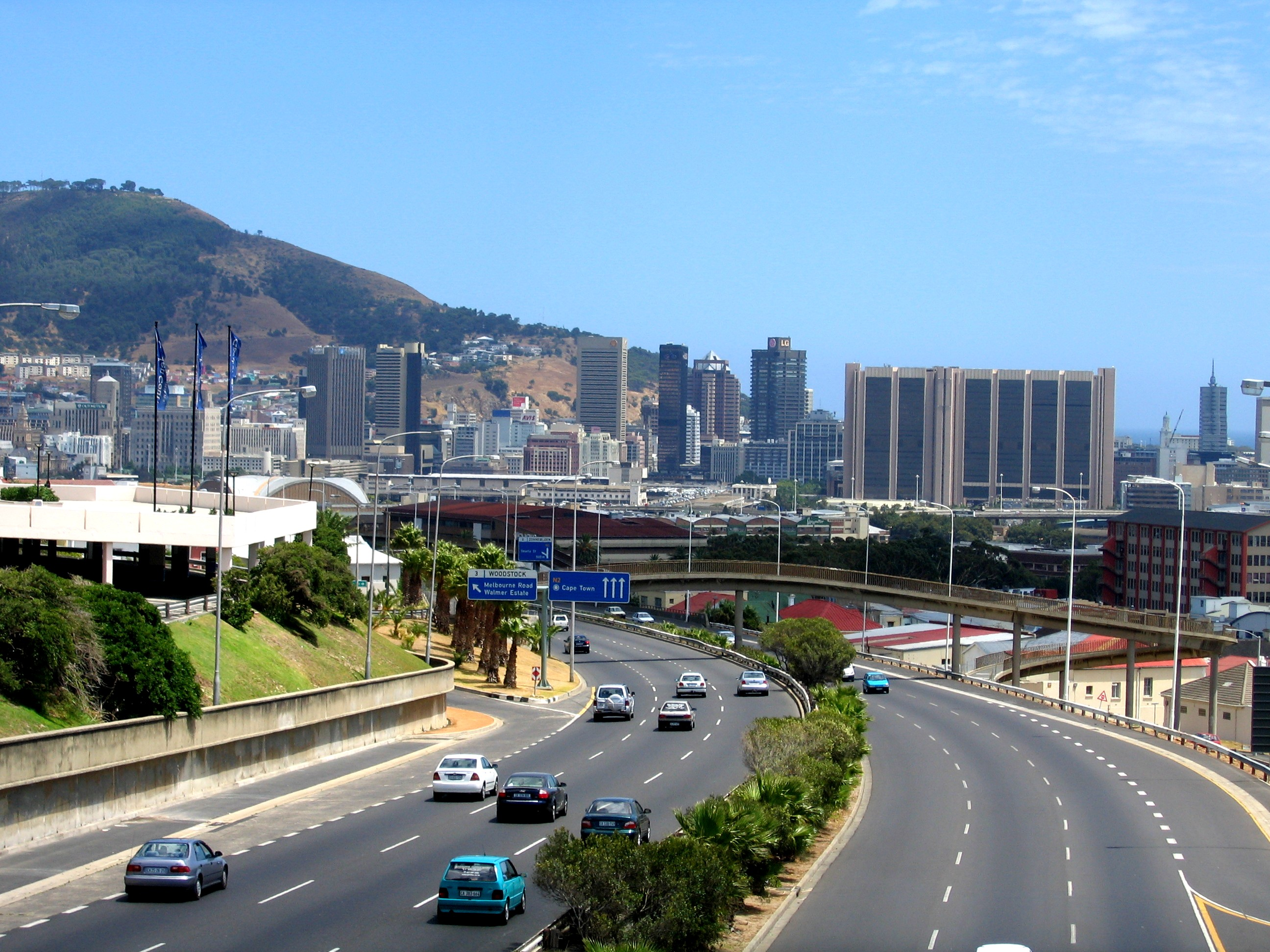
Початок магістралі № 2, також знаний як «Східний бульвар»

Три національні автомагістралі починаються в Кейптауні: «Магістраль №1», яка пов'язує Кейптаун і Блумфонтейн — Йоганнесбургом — Преторія — Зімбабве; «Магістраль №2», яка пов'язує Кейптаун і Порт-Елізабет, Іст-Лондон і Дурбан, а також «Магістраль №7» яка пов'язує Кейптаун і північ Капської провінції та Намібію. Магістралі № 1 і № 2 починаються, майже, з центрального ділового району міста та йдуть східному керунку: № 1 на північний схід і № 2 на південний схід, оминаючи міжнародний аеропорт Кейптауна. Магістраль № 7 починається на Мітчелс рівнині (Mitchells Plain) і пролягає в північному керунку, пересікаючись з магістралями № 1 і № 2, перш ніж покинути місто. Кейптаун також має систему міських автострад із проїзною частиною подвійної «М-доріг», які з'єднують різні частини міста.

### Громадський транспорт

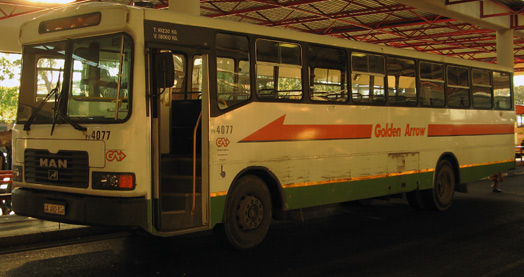
Автобус «Золота стріла» на маршруті

Головним оператором системи громадського транспорту міста є компанія «Автобуси «Золота стріла»» яка забезпечує пасажирськими транспортними послугами мешканців Кейптауна, жителів Мису та півострова і прилеглих районів Південної Африки. Хоча її основний вид діяльності короткострокові міські та приміські маршрути, але існують і ряд рейсів на комфортабельних автобусах по всій країні. Історія «Золота стріли» сходить до 1861 року, коли був створений перша Кейптауні і Ґрін Пойнті трамвайна колія.
становищі оператори автобус. Приблизно 914 дизельних автобусів і в годину пік виходить на міські маршрути близько 1154 автобусів на цих маршрутах. «Золота стріла» обслуговує близько 900 маршрутів, на них автобуси «намотують» 54,6 млн км на рік, перевозячи за рік близько 53,6 млн пасажирів — це понад 250 000 мешканців за робочий день.

### Таксі

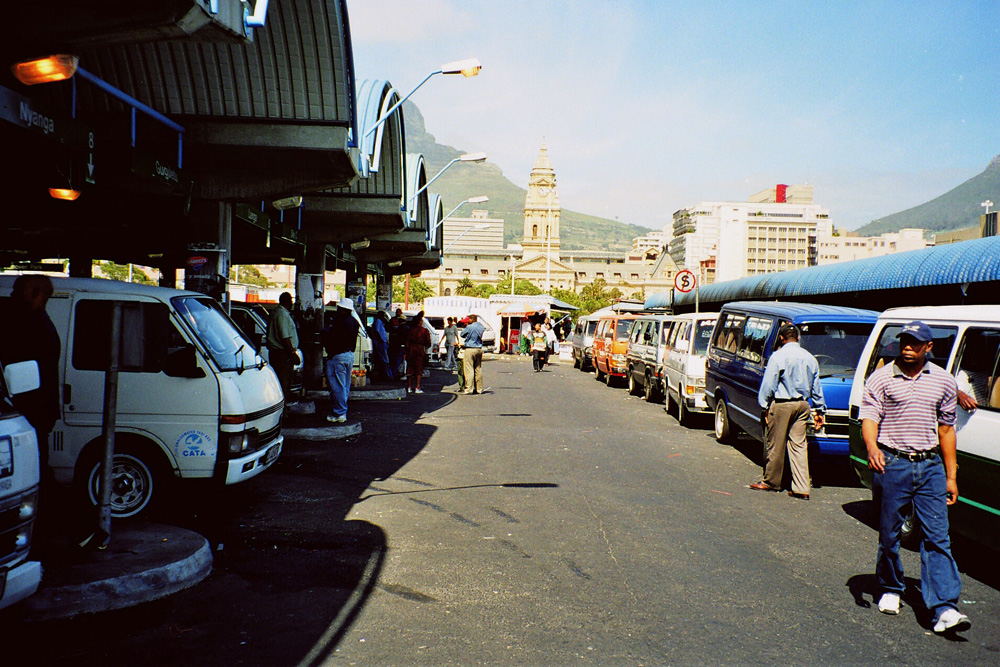
Кейптаунські маршрутні мікроавтобусні таксі

Кейптаун має два типи таксі: служба таксі і мікроавтобуси. На відміну від багатьох міст, службі таксі не дозволяється їздити по місту, із змінними тарифами, натомість, вони закріплені по певним територіям, ніби по маршрутам. Водночас мікроавтобуси — стандартний вид транспорту для більшості населення міста, яке не можуть дозволити собі приватний автомобіль, хоча й вони такі необхідні, але, найчастіше, перебувають в поганому стані і часто спричиняють до дорожньо-транспортних оказій. Ці мікроавтобуси-таксі роблять часті і незаплановані зупинки щоб підібрати пасажирів у не відповідних місцях, тим самим призводячи до нештатних ситуацій на дорогах. З високим попитом на транспортні послуги з боку робітничого класу та незаможних південноафриканці ці 16-місні комбі-мікроавтобуси часто переповнені пасажирами, а при аваріях це призводить до великої кількості жертв, цьому й сприяє малокваліфіковані водійські кадри цих приватних перевізників.

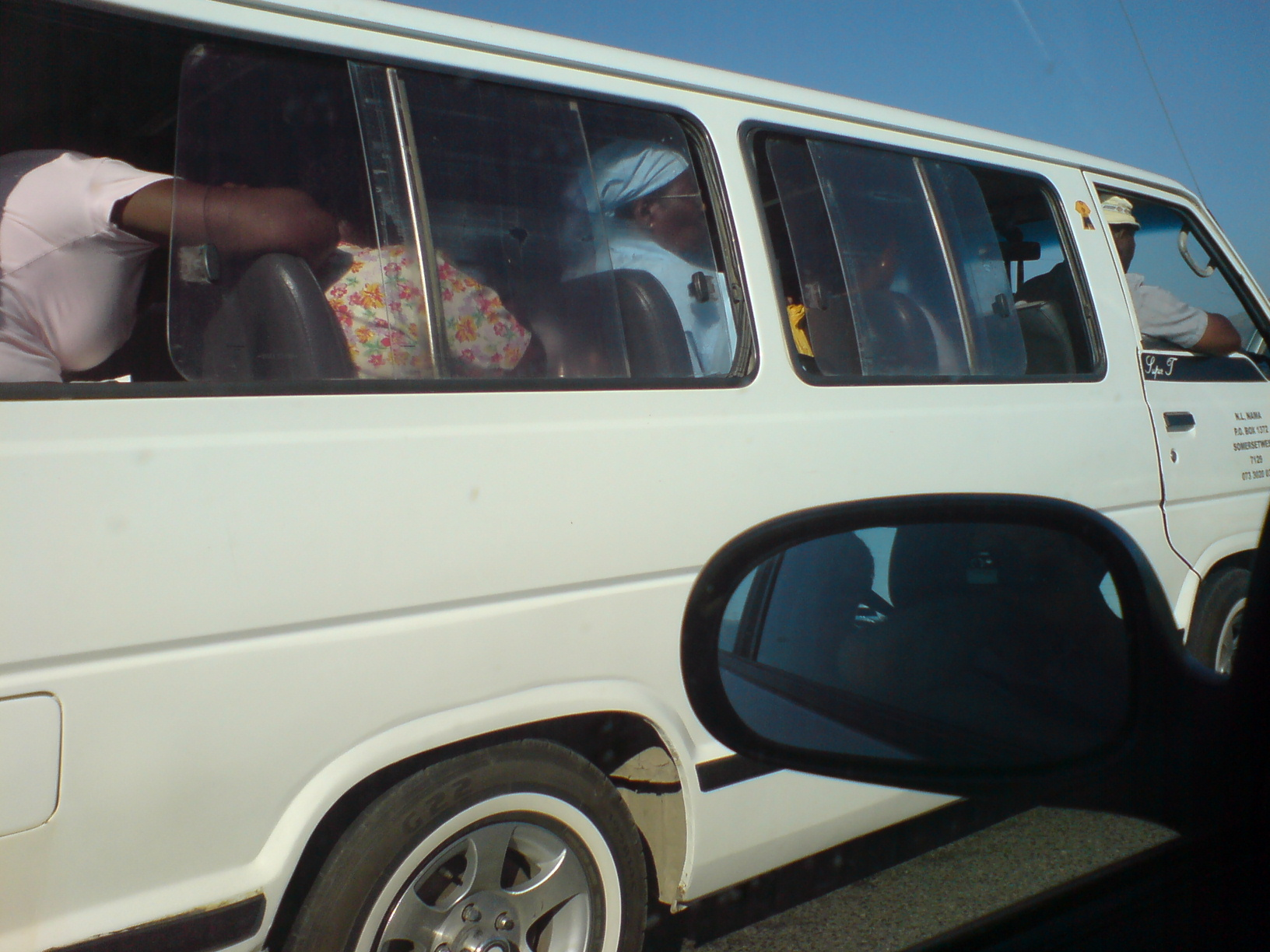
Переповнені маршрутні мікроавтобусні

Мікроавтобуси на певних маршрутах становлять цілі «флотилії», які доволі часто обирають несистемний й хаотичний рух (не за маршрутними листами), а це з часом спричиняється насильства поміж операторами та водіями, яке дістало свою назву «таксі війни» (turf wars), які відбуваються, доволі часто, на прибутковіших маршрутах. Водії маршрутних комбі-таксі, добре відомі своєю зневагою правил дорожнього руху та їх схильністю до небезпечного перевантаження своїх автомобілів з пасажирами. Завдяки прибутковості, але й нерегульованості цього ринку і лютої конкуренції за пасажирів і прибуткові маршрути, групи «комбі-таксі» операторів об'єднуються в місцеві, етнічні та національні асоціації. Ці асоціації незабаром починають застосовувати мафія-подібні тактики, у тому числі наймання бандитських груп, заради досягнення комерційних прибутків та вилучення конкурентів з маршрутів заради їх монополізації. Ці асоціації також беруть участь у боротьбі з конкурентоспроможною цінової політики та фіксованими тарифами.

## Культура

### Музеї
Завдяки різноманітності 9 провінцій і 11 офіційних мов, Південна Африка справжній плавильний котел культур, а на додачу до цього тут наявне цікаве поєднання впливу помпезної епохи апартеїду та її спадщини і сучасні тенденції південно-африканської спільноти. А Кейптаун несе визначальну роль у фіксації всіх цих тенденцій, бувши довший період фінансовою та культурною столицею півдня Африки. Тому в цьому місті вдалося зберегти та започаткувати численні пам'ятки культури, а музеї міста показують всі віхи розвитку Південної Африки та відомого світу міста на краю чорного континенту.
Список відомих музеїв Кейптауна:
- Південноафриканська національна галерея (South African National Gallery)
- Острів Роббен (Robben Island)
- Бо-Каап музей (Bo-Kaap Museum)
- Гут Бей музей (Hout Bay Museum)
- Ізіко Південноафриканський музей (Iziko South African Museum)
- МТН Науковий центр (MTN Sciencentre)
- Музей водопроводу (Waterworks Museum)

## Спорт
У Кейптауні найпопулярніші види спорту — крикет, футбол, плавання та регбі.
У регбі Кейптаун є домівкою для відомої регбійної команди Західна Провінція (Western Province), яка виступає на стадіоні Ньюлендс Стедіум (Newlands), на південно-африканський чемпіонат — Кур'є (Каррі) Кап (Currie Cup). Крім того, цей клуб спільно з регбістами Боланд Кавальерс з Веллінгтона формують команду «Стормерс» (Stormers in the Southern Hemisphere) — учасника найсильнішої ліги півкулі Суперрегбі (Super Rugby). Кейптаун також регулярно приймає матчі національної команди з регбі — (Springboks) проводили тут матчі фінальної серії Чемпіонат світу з регбі 1995 року, (в тому числі — півфінал).
Асоціація футболу Південної Африки, яка більше відома під найменням «сокер в Південній Африці», також представлена в місті, два клуби з Кейптауна грають в Національній Соккер-лізф Південної Африки. Це — Сантос Футбольний Клуб (Кейптаун) (Santos Football Club) і Аякс (Кейптаун) (Ajax Cape Town) який утворився внаслідок об'єднання у 1999 році ще двох команд; «Сім Зірок» (Seven Stars) і «Шпори Кейптауна» (Cape Town Spurs). В Кейптауні були проведені кілька матчів Чемпіонату світу з футболу 2010 року, у тому числі півфінал . З такої нагоди, у центрі міста, стадіон «Ґрін Пойнт» (Green Point), який розташовувався в однойменному районі, був знесений, а на його місті постав 70-ти тисячний Кейптаун Стедіум (Cape Town Stadium).
Крикетна команда Кейп-Кобрас (Cape Cobras) виступає на стадіоні «Newlands Cricket Ground», вона є результатом об'єднання двох команд Західна Провінція (Western Province) і Боланд Крікет (Boland Cricket) команд. Команда беруть участь у крикетних турнірах Суперспорт (Supersport) і Стандарт Банк кубкова серія (Standard Bank Cup Series). На цьому ж стадіоні регулярно проводяться міжнародні матчі національної крікетної дружини.
Кейптаун мав великі олімпійських сподівання в 1996 році, коли був одним з п'яти міст-кандидатів на для проведення літніх Олімпійських ігор 2004 року, але в кінцевому підсумку вибрали Афіни, а Кейптаун посів третє місце. Тому було вирішено провести ще додаткові, належні, підготовчі роботи, щоб гідно винести кандидатуру Кейптауна на чергову номінацію на проведення Літніх Олімпійських Ігор 2020 року (які повинні стати першими на Африканському континенті).
Кейптаун має належну спортивну інфраструктуру та величезний досвід у проведенні великих національних і міжнародних спортивних дійств з відповідним висвітленням в ЗМІ. А Головні спортивні споруди міста відомі далеко за межами міста, як і відомі спортовці міста.

## Відомі люди міста
- Джон Максвелл Кутзее(JM Coetzee) — південноафриканський письменник
- Абба Ебан (Abba Eban) ізраїльські дипломати, міністри і заступники
- Ліндлі Еванс (Lindley Evans) — американський піаніст, педагог і композитор
- Басіль Фебрюарі (Basil February) — Південно-Африканської борець за свободу і противник апартеїду
- Девід Джордж (David George) — південноафриканський велосипедист
- Рональд Харвуд (Ronald Harwood) — англійський сценарист і продюсер
- Абдулла Ібрагім (Abdullah Ibrahim) — піаніст і композитор
- Тревор Іммельман (Trevor Immelman) — професійний гравець у гольф
- Джон Жубер (John Joubert) — композитор
- Сесіл Келлауей (Cecil Kellaway) — актор
- Ксолелані Пет Матшікіза (Xolelani Pat Matshikiza) — художник
- Ангелос Мессаріс (Angelos Messaris) — грецький футболіст
- Назеф Морріс (Nasief Morris) — південноафриканський футболіст
- Сара Поєв (Sarah Poewe) — плавчиня з Південної Африки (німецького громадянства)
- Річард Рів (Richard Rive) — американський письменник
- Морні Стейн (Morné Steyn) — гравець в регбі
- Наталі дю Туа (Natalie du Toit) — численних призер змагань з плавання і паралімпійський чемпіон.

## Зовнішні стосунки

### Міста побратими
| Країна    | Місто              | початок співпраці |
| --------- | ------------------ | ----------------- |
| Німеччина | Аахен              | 2000              |
| Ізраїль   | Хайфа              | 1975              |
| Китай     | Ханчжоу            | 2005              |
| США       | Маямі - Дейд округ | 2007              |
| Франція   | Ніцца              | 1974              |
| Росія     | Санкт Петербург    | 2001              |

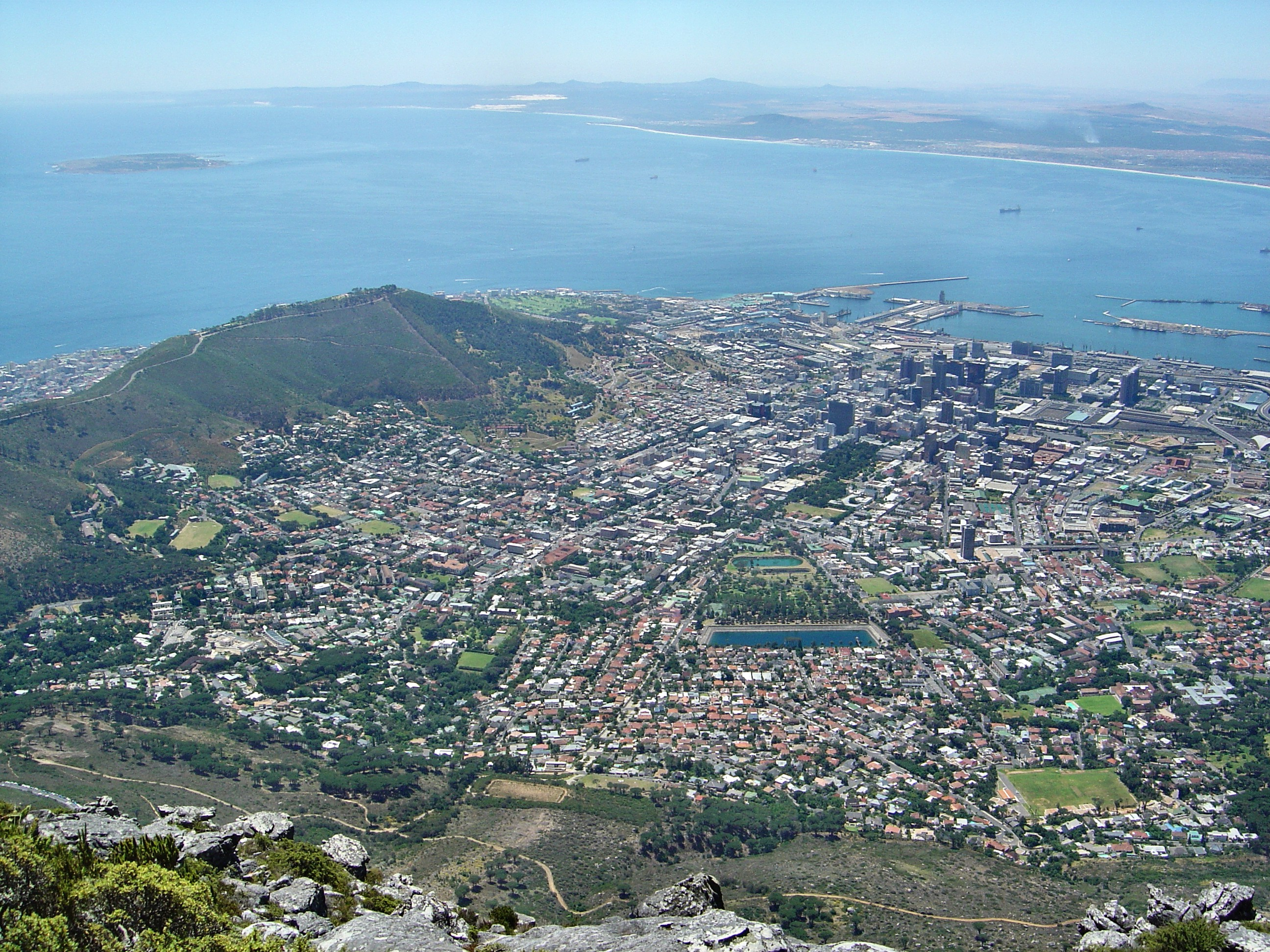
Кейптаун і острів Роббен.
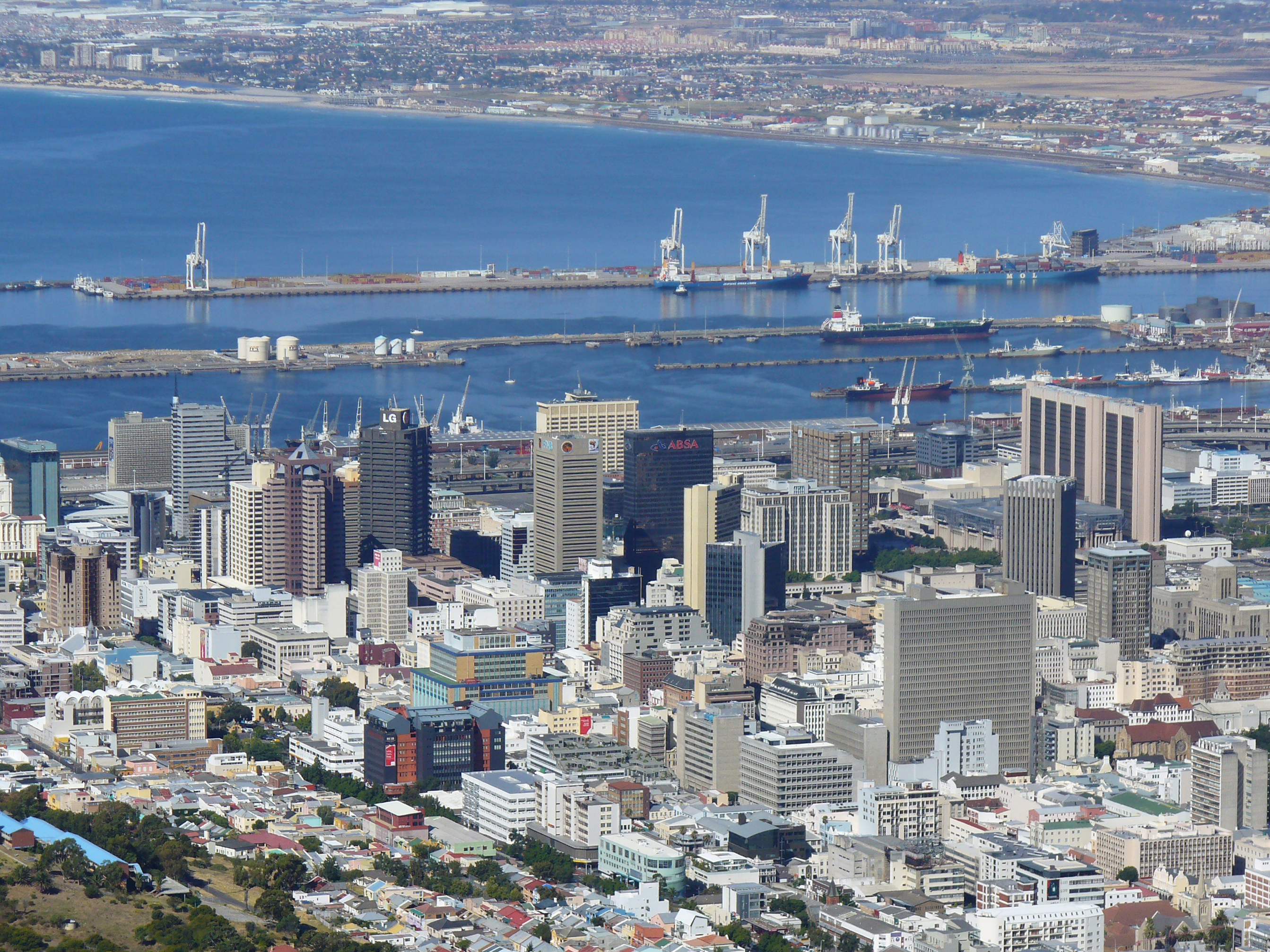
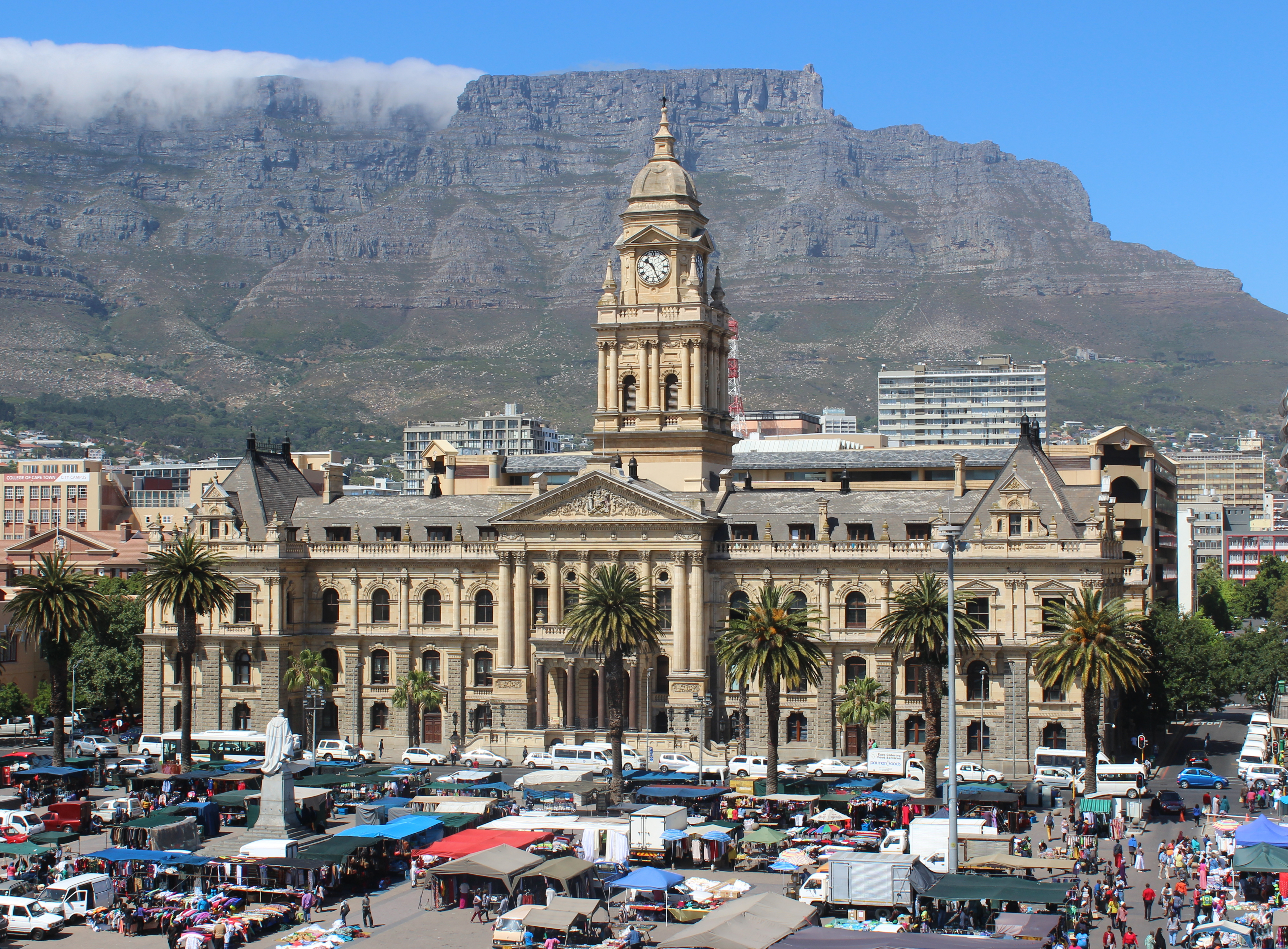
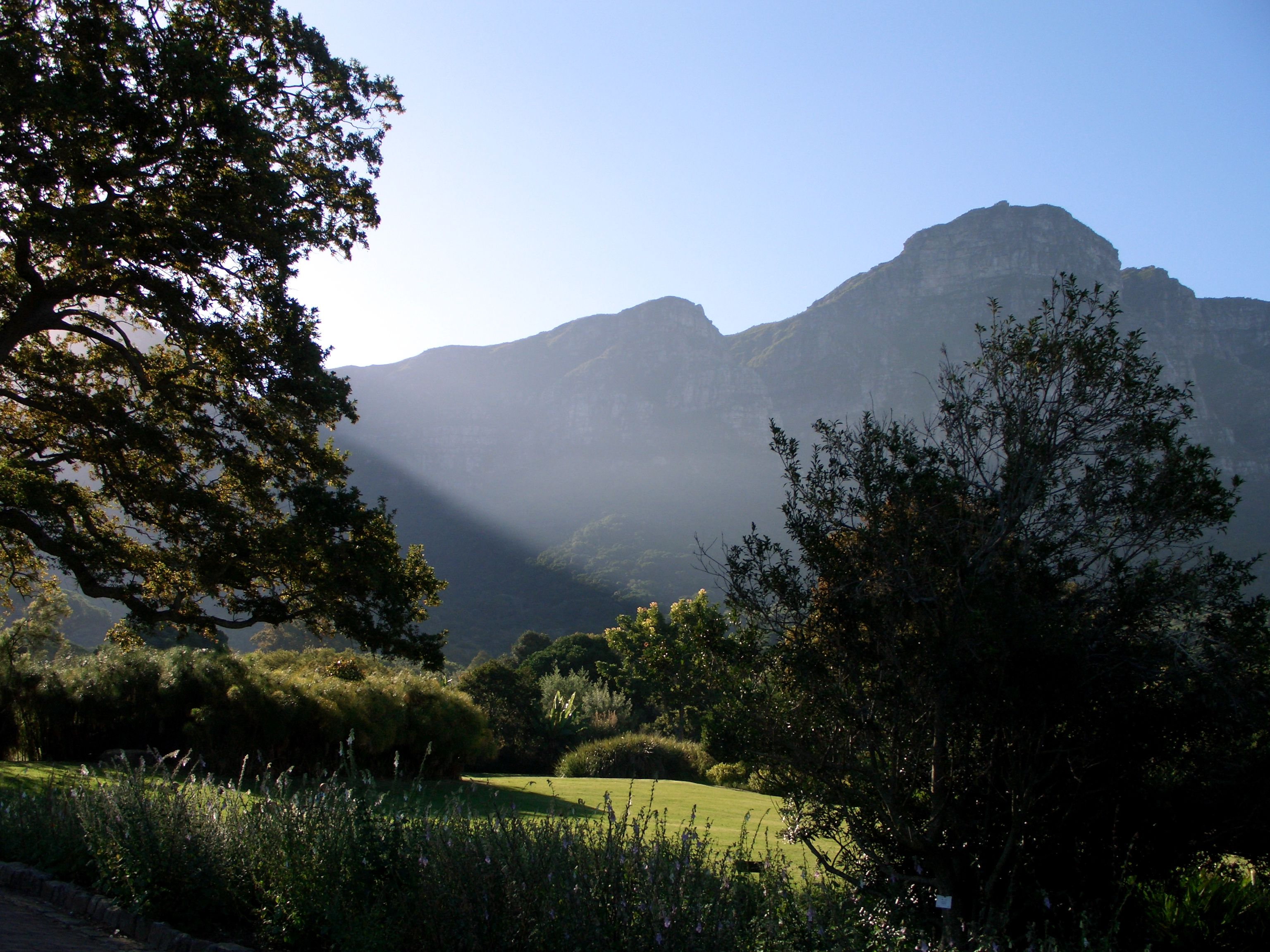